# Pabellon Menorca
 (avril 2025).
Le Pabellón Menorca est une salle omnisports à Mahon (ile de Minorque dans les Îles Baléares) en Espagne.

## Histoire
La salle est fonctionnelle en 2005 à la suite de la montée du Club Menorca Basquet en Liga ACB.  

## Infrastructure
La capacité de la salle est de 5 103 places. Il y a 3 663 places dans les gradins supérieurs et 1 140 places dans les gradins inférieurs qui sont rétractables. Il y a également un bar à l'intérieur de la salle et un bar-restaurant à l'extérieur.

## Fonction
Cette salle sert pour les sports d'intérieur, des concerts, des évènements culturels et récréatifs et des meetings politiques.